# فالفرد دو لا فيرغن
فالفرد دو لا فيرغن (بالإسبانية: Valverde de la Virgen)‏ هي municipality of Spain تقع في إسبانيا في ليون (مقاطعة).